# أرض الاختبار بمدينة أبردين
أرض الاختبار بمدينة أبردين هي منشأة تابعة لجيش الولايات المتحدة وتقع بالقرب من أبردين في ماريلند (في مقاطعة هارفورد).

## وصلات خارجية
- الموقع الرسمي